# Issouf Traoré
 (août 2024).
Si vous disposez d'ouvrages ou d'articles de référence ou si vous connaissez des sites web de qualité traitant du thème abordé ici, merci de compléter l'article en donnant les références utiles à sa vérifiabilité et en les liant à la section « Notes et références ».
Issouf Traoré, né le 22 janvier 1998 à Bamako, est un footballeur international malien qui évolue au poste de défenseur central avec le Chabab Mohammédia.

## Biographie

### Carrière en club
Issouf Traoré débute le football dans le centre de formation du Djoliba AC.
Le 18 juin 2019, il s'engage pour deux saisons à l'OC Khouribga. Le 22 septembre 2019, il dispute son premier match en championnat marocain face au HUS Agadir (match nul, 0-0).
Le 27 novembre 2020, il s'engage pour deux saisons au Chabab Mohammédia. Le 2 janvier 2021, il dispute son premier match avec le club en Coupe du Maroc (victoire, 1-0).

### Carrière en équipe nationale
Le 19 juin 2015, il reçoit sa première sélection face à l'équipe de Guinée-Bissau à l'occasion du CHAN 2015 (match nul, 1-1).